# Paroi pectocellulosique
La paroi pectocellulosique est une matrice extracellulaire qui protège la plupart des cellules végétales.
Les végétaux ne sont pas les seuls à entourer leurs cellules de protections. En effet les champignons (eumycètes), les archées, les eubactéries et une partie des protistes possèdent une paroi cellulaire. Mais la paroi pectocellulosique est spécifique des cellules végétales (sauf quelques cellules, comme les gamètes mâles, qui n'en possèdent pas). Elle n'a pas un caractère obligatoire car les chercheurs peuvent maintenir en culture des protoplastes dans un milieu osmorégulé.
La paroi des cellules végétales constitue plusieurs ressources naturelles: le bois et les fibres textiles d'origines végétales: coton, lin... Elle constitue les fibres alimentaires, indispensables au transit intestinal.

## Éléments constituant la paroi

Schéma de la structure de la paroi pectocellulosique. On distingue les fibres de cellulose, bordées d'hémicelluloses (en rouge), qui sont reliés à des molécules de pectine. Enfin la structure est tramée par de l’HRGP. A noter que ce schéma n'est pas à l'échelle : les ions calcium sont représentés bien plus grands qu'ils ne le sont par rapport aux autres composants pariétaux.

La paroi végétale est une structure qui évolue en fonction de l'âge des tissus végétaux. On considère donc une étape de paroi dite primaire et une étape de paroi secondaire, sachant que tous les cas intermédiaires existent.

### Lamelle moyenne (ou lamelle médiane)
La lamelle moyenne est une couche contenant essentiellement des composés pectiques et qui sépare deux cellules végétales. Elle dérive du phragmoplaste pendant la cytodiérèse en télophase de mitose. Ce ciment, situé sur la région externe de la paroi, permet aux cellules de s'associer en tissus.

### Paroi primaire
Son élaboration se fait de la cellule vers la lamelle moyenne.
La paroi est composée de six éléments :
- D'une armature de fibres de cellulose, d'hémiacétale (xyloglucane, xylane, etc.) et de chaînes peptiques
- D'un ciment complexe de pectines (caractéristique des parois primaires) et d'éléments associés
- D'eau (jusqu'à 80 % de la masse de la paroi)
- De protéines (glycoprotéines et enzymes)
- D'ions (associés à l'eau et aux microfibrilles de cellulose)
- D'HRGP (protéines riches en hydroxyproline, hydroxyprolin rich glycoprotein en anglais) qui la rendent moins extensible.

Cette paroi a une double spécificité. En effet, elle doit en même temps :
- être rigide pour jouer le rôle de « squelette hydrostatique » ou « hydrosquelette » et résiste à la turgescence de l'intérieur de la cellule (bien qu'elle soit relativement souple par rapport à la paroi secondaire)
- assurer une plasticité/élasticité permettant la croissance et la division cellulaire.

La paroi primaire présente une organisation des fibres de cellulose non ordonnée, on parle de texture dispersée.
Cette paroi est extracellulaire : on parle de matrice extracellulaire.

### Complexes terminaux ou complexes en rosette

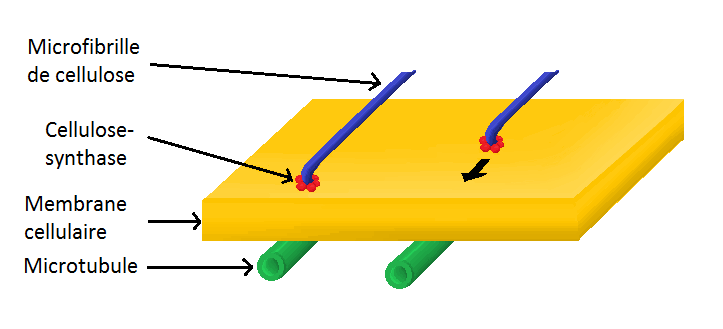
Rosettes de cellulose-synthases progressant sur la membrane plasmique

Liaisons hydrogène entre deux molécules de cellulose.

Les molécules de celluloses sont synthétisées au niveau du plasmalemme, ou membrane cytoplasmique. Dans cette membrane sont enchâssées des enzymes, des cellulose-synthases (S1), disposées en cercles de 6 rosettes d'assemblages, elles-mêmes constituées de 6 celluloses-synthases, qui polymérisent dans le centre de ces rosettes de rosettes les molécules de cellulose. Cette polymérisation crée des liaisons osidiques entre monomères de cellobioses, eux-mêmes synthétisés à partir d'UDP-glucose pris dans le hyaloplasme.
Au niveau d'un complexe en rosette plusieurs molécules sont synthétisées et par un processus spontané, ces molécules vont établir des liaisons hydrogène simples. Cela va former des microfibrilles de cellulose de 10 à 30 nm de diamètre.
La diffusion de ces rosettes le long du plasmalemme, est limitée par des éléments du cytosquelette sous-jacents au plasmalemme : les microtubules. Le cytosquelette est relié aux complexes terminaux par des protéines d'ancrage. Comme le cytosquelette contrôle la disposition du complexe synthétiseur, il contrôle également l'orientation et la disposition des fibres de celluloses les unes par rapport aux autres.
C’est-à-dire qu'une fois qu'une couche de cellulose est formée, le cytosquelette de la cellule modifie l'orientation du complexe en rosette. Ce qui se traduit au niveau de la paroi par la formation d'une nouvelle couche dont l'orientation des fibres est différente de la couche précédente. Cette structure permet de maximiser les capacités mécaniques de la paroi : les microfibrilles quadrillent l'extérieur de la cellule selon des axes différents. C'est sur ce modèle que le contreplaqué est fabriqué.

### Rôle de l'auxine dans l'élongation pariétale
L'auxine a plusieurs effets sur la paroi dont un effet à court terme. En effet, l'auxine active les pompes à proton situé au niveau du plasmalemme. Ces pompes extraient des ions H+ du cytoplasme qui vont rejoindre la paroi. Cette présence d'ions H+ va abaisser le pH de la paroi.
Cette baisse de pH permet l'action de deux classes de protéines:
- les α-expansines, intimement liées aux microfibrilles de cellulose; ces protéines vont catalyser la rupture des liaisons hydrogène entre la cellulose et les chaînes d'hémicellulose qui maintiennent la matrice de microfibrilles de cellulose; un glissement relatif entre celles-ci permet l'allongement de la paroi
- les endo-xyloglucane transférases (EXT); ces enzymes vont catalyser à la fois la rupture des protéines de xyloglucanes et le transfert des fragments constitués vers une autre molécule de xyloglucane; ainsi les molécules de xyloglucanes reliant deux microfibrilles de cellulose vont se retrouver allongées, et par conséquent la distance entre les microfibrilles.

Ainsi la distance potentielle, la « liberté », entre les microfibrilles va augmenter mais ceci n'est pas suffisant pour agrandir la paroi. Il faut de l'énergie pour déplacer ces fibres « libres ». Ce moteur est fourni par la pression de turgescence.
En période de croissance, la cellule turgescente peut donc agrandir sa paroi pectocellulosique primaire.

## Caractéristiques physiologiques de la paroi

### Par rapport à son âge
La paroi primaire est caractéristique des cellules végétales jeunes. Elles confèrent à la cellule la plasticité lui permettant de se diviser (mérèse) de s'allonger (auxèse) ou de se différencier/dédifférencier. Les cellules des méristèmes racinaire ou apicales possèdent typiquement une paroi primaire.
Au contraire la paroi secondaire est caractéristique des cellules âgées. Ces cellules vont mourir ou sont mortes. Elles assurent différentes fonctions comme la circulation de la sève brute (xylème), la protection (suber) ou le soutien (sclérenchyme).

### Osmorégulation
La paroi est un véritable cadre dans lequel est contenu la cellule végétale. Ce cadre permet d'engendrer une pression de turgescence. Le contenu cellulaire contient des ions qui augmentent l'osmolarité intracellulaire. Cette concentration engendre un mouvement d'eau par diffusion du milieu extérieur (le moins concentré) dans le milieu intérieur (le plus concentré). La cellule se gonfle d'eau. Elle éclaterait sans la présence de la paroi. Par exemple un protoplaste ne peut survivre que dans un milieu de culture osmorégulé. Selon la pression de turgescence, la cellule est soit turgescente lorsqu'elle est bien hydratée soit en situation de plasmolyse en condition de stress hydrique. La paroi permet de minimiser les fluctuations osmotiques que pourrait subir la cellule. Par exemple en période de déshydratation, les pertes d'eau de la cellule sont minimisées car la paroi crée des forces de tension, préservant l'eau à l'intérieur de la cellule. De même une cellule hyperosmotique ne pourra absorber que la quantité d'eau susceptible de rentrer dans le cadre délimité par la paroi.

### Plasmodesmes
Chaque cellule d'un végétal est en continuité avec ses cellules voisines. Les hyaloplasmes des cellules sont reliés les unes aux autres par des plasmodesmes qui traversent la paroi de la cellule puis la lamelle moyenne pour traverser la paroi de l'autre cellule voisine. Ce sont des ouvertures de 30 à 60 nanomètres de diamètre. Les plasmodesmes permettent le passage d'eau, d'ions et de différentes molécules.

## Évolutions possibles

### Subérification
Le suber est communément appelé liège (matériau), un composé hydrophobe. C'est une transformation des tissus âgés, la cellule va produire une paroi secondaire riche en suber qui va l'isoler du reste de l'organisme ce qui va entraîner la mort cellulaire.
La subérine est un lipide fortement hydrophobe, et la subérification des parois permet d'isoler les végétaux du milieu désificateur extérieur.
Le suber est constitué de cires et de subérines.

### Dépôt de composés lipidiques
Des composés lipidiques se déposent sur l'épiderme des cellules végétales afin de former une cuticule.

### Minéralisation
La minéralisation désigne le dépôt d'éléments minéraux au niveau de la paroi de certaines cellules végétales. On distingue la calcification, qui est l'ajout de carbonate de calcium (CaCO3) ; et la silicification, qui est l'ajout d'oxyde de silice (SiO4).

### Lignification
La lignine est un composé des parois secondaires. Certaines cellules sécrètent en haute quantité de la lignine, ce qui va solidifier leurs parois, les isolant du milieu extérieur et provoquant leur mort. Les cellules disparaissent et les parois lignifiées forment un vaisseau où circule la sève.